# Alfredo Evangelista
Alfredo Evangelista Chamorro (Montevideo, 4 de diciembre de 1954) es un exboxeador uruguayo naturalizado español.
Fue campeón europeo en 7 ocasiones y nunca disputó el título de España, pero sí ganó al gran boxeador José Manuel Urtain por K.O, lo que le catapultó a la fama en España y más tarde en el resto del mundo en la categoría de pesos pesados entre 1977 y 1979, logrando disputar el campeonato mundial de los pesos pesados contra Muhammad Alí en 1977 a 15 asaltos perdiendo a los puntos, y contra Larry Holmes perdiendo por K.O en el octavo asalto en 1978.

## Biografía
Alfredo Evangelista, apodado "Bichuchi" o el Lince de Montevideo o también el Tupamaro, nace el 4 de diciembre de 1954 en Villa Española, un barrio de la ciudad de Montevideo, Uruguay. Comenzó a boxear a los 14 años.

### Carrera deportiva
Tras una exitosa etapa como amateur se pasó al campo profesional, trasladándose a vivir a Barcelona donde estuvo bajo la tutela del púgil cubano Evelio Mustelier “Kid Tunero”, su entrenador y amigo durante muchos años.
Su primera pelea en España fue contra Angelo Visini, en Madrid, el 10 de octubre de 1975. Ganó por KOT en el primer asalto. A partir de ahí comenzó una serie de peleas victoriosas, una de ellas contra Urtain, el 14 de mayo de 1976, en Madrid, al que gana por KOT en el quinto asalto, en pelea pactada a 10 episodios.
Todas estas sucesivas victorias (la única pelea que perdería sería a los puntos frente al gran púgil italiano Lorenzo Zanon, en Bilbao, el 4 de febrero de 1976) lo llevan a disputar el 16 de mayo de 1977, ya nacionalizado español, el título del WBC y de la WBA del peso pesado frente a Muhammad Alí, en el Capital Centre de Landover, Estados Unidos, perdiendo a los puntos en 15 asaltos. Como árbitro actuó Harry Cecchini (65-71) y como jueces Terry Moore (64-72) y Ray Klingmeyer (64-72).
Después de pelear en Madrid contra Christian Poncelet, el 17 de junio de ese mismo año, al que gana por KOT en el tercer asalto, gana su primer título importante, el Europeo EBU del peso pesado, al ganar por KOT en el 11º asalto, en pelea pactada a 15, el 9 de septiembre de ese año, en Madrid, al francés Lucien Rodríguez.
Con el objetivo de preparar su carrera en EE. UU., veinte días después vuela a Estados Unidos, donde pelea contra el veterano púgil norteamericano Pedro Soto en el Madison Square Garden de Nueva York, al que vence por KOT en el 8º asalto, en pelea pactada a 10 capítulos. Actuó como árbitro Joe Santarpia. Comienza entonces a prepararse para su primera defensa del título europeo, que tuvo lugar en Bruselas, Bélgica, el 16 de noviembre de 1977, frente al belga Jean Pierre Coopman, al que gana por KO en el primer asalto. Hace una nueva defensa en León, el 3 de marzo del 78, frente al británico Billy Aird, al que gana a los puntos en quince asaltos.
Tras alguna pelea exitosa en España y otra nula en Estados Unidos, en el Caesars Palace de Las Vegas, frente a Jody Ballard, se le da la oportunidad de pelear por el título del WBC del peso pesado frente al legendario púgil Larry Holmes en el Caesars Palace de Las Vegas, el 10 de noviembre de 1978, sin embargo, perdió por KO en el séptimo episodio.
Le tocaría entonces defender de nuevo el entorchado europeo (EBU) del peso pesado y lo hace con éxito, en Bolonia, el 28 de diciembre de 1978, frente al italiano Dante Cane, al que noquea en el cuarto asalto, y en Lieja, Bélgica, el 2 de marzo de 1979, al noquear en el segundo asalto al gran púgil francés Lucien Rodríguez. Sin embargo, lo perdería frente a un viejo rival, el único púgil que le había ganado hasta ese momento, Lorenzo Zanon (fue en Bilbao el 4 de febrero de 1976). Perdió el cetro europeo a los puntos en 12 asaltos en Turín el 18 de abril de 1979.
Pocos meses después, el 14 de julio de ese mismo año, pelearía por el título nacional de los pesos pesados frente a Felipe “Pantera” Rodríguez, en Pontevedra, con resultado de nulo después de 10 asaltos. Tras siete peleas exitosas se marcha de nuevo a EE. UU. donde pelea contra Leon Spinks el 12 de enero de 1980, en el Resorts International Hotel de Atlantic City, perdiendo por KO en el quinto asalto tras 2´y 43” de pelea. Como árbitro de la contienda actuó Vincent Rainone.
Tras algunas peleas victoriosas, la mayoría a los puntos, el 2 de enero de 1981, en Mallorca, con el título nacional de los pesados en juego, hace de nuevo nulo tras 10 asaltos frente a Felipe Rodríguez “Pantera”, y tras derrotar dos veces al americano Harry Patterson, una a los puntos y otra por KO en el primer asalto, se marcha a Estados Unidos, donde pelea contra el púgil de Louisville Greg Page, que llegaría a ser campeón mundial de la WBA cuatro años más tarde, en el Joe Louis Arena, en Detroit, el 12 de junio de 1981, perdiendo por KO a los 40” de iniciado el segundo asalto. En esa misma velada, organizada por Don King, hubo dos peleas principales. En el peso pesado, Larry Holmes, con el título del WBC en juego, ganó por KOT en el tercer asalto a Leon Spinks, y en el ligero-wélter, Saoul Mamby, con el título del WBC en juego, a los puntos a Jo Kimpuani.
Nueva racha de victorias y nueva oportunidad para conquistar un título, el europeo. Fue el 7 de junio de 1982, en París, frente a Lucien Rodríguez, pero perdió a los puntos tras doce asaltos. Tras dos peleas victoriosas frente a Víctor Varon, se traslada de nuevo a Estados Unidos, donde pelea contra Larry Ware en el Dunes Hotel de Las Vegas el 17 de julio de 1983 y donde gana por KO en el segundo asalto, y contra Renaldo Snipes, en el Richfield Coliseum, Richfield, Ohio, el 23 de septiembre de 1983, al que gana a los puntos por decisión dividida tras 10 asaltos. Los jueces de la pelea fueron John Mariano (43-47), John Cerone (48-46) y Duane Ford (46-45). En esa misma velada, organizada de nuevo por Don King, hubo dos peleas principales. En el peso pesado, Gerrie Coetzee, con el título de la WBA en juego, ganó por KO en el décimo asalto a Michael Dokes y en el pesado, Tim Witherspoon, con el título de la NABF en juego, por KOT en el primer asalto a James Tillis.
Tras una larga serie de victorias, y alguna derrota, en sitios como Trinidad y Tobago, Fort Lauderdale, Aruba y Nasáu, pelea por la plaza vacante del título europeo EBU frente a Andre Van den Oetelaar, en Bilbao, el 8 de enero de 1987, ganando por KOT en el quinto asalto, pero pierde el título el 28 de marzo de ese mismo año en el K.B. Hallen, Copenhague, al caer por KO en el séptimo asalto frente a Anders Eklund.

### Carrera
| 61 Victorias (41 knockouts, 18 decisiones, 2 DQ), 13 Perdidas (4 knockouts, 9 decisiones), 4 Empates |          |                          |      |        |            |                                                 |                                                                                     |
| Resultado                                                                                            | Récord   | Oponente                 | Tipo | Asalto | Fecha      | Lugar                                           | Notas                                                                               |
| Ganador                                                                                              | 1-15     | Angelo Visini            | TKO  | 1      | 10/10/1975 | Madrid                                          |                                                                                     |
| Ganador                                                                                              | 31-11-2  | Santiago Alberto Lovell  | KO   | 2      | 25/12/1975 | Bilbao                                          |                                                                                     |
| Ganador                                                                                              | 21-14-4  | Adriano Rosati           | KO   | 3      | 29/01/1976 | Bilbao                                          |                                                                                     |
| Sin premio                                                                                           | 23-24-10 | José Antonio Gálvez      | PTS  | 8      | 21/02/1976 | Almería                                         |                                                                                     |
| Ganador                                                                                              | 10-3-1   | Neville Meade            | PTS  | 8      | 12/03/1976 | Madrid                                          |                                                                                     |
| Ganador                                                                                              | 42-12-2  | Giuseppe Ros             | PTS  | 8      | 02/04/1976 | Madrid                                          |                                                                                     |
| Ganador                                                                                              | 35-18-4  | Benito Penna             | RTD  | 2      | 23/04/1976 | Madrid                                          |                                                                                     |
| Ganador                                                                                              | 52-9-4   | José Manuel Urtain       | RTD  | 5      | 14/05/1976 | Madrid                                          |                                                                                     |
| Ganador                                                                                              | 11-2     | Lucien Rodríguez         | TKO  | 4      | 02/06/1976 | Bilbao                                          |                                                                                     |
| Ganador                                                                                              | 37-5     | Mario Baruzzi            | TKO  | 4      | 02/07/1976 | Barcelona                                       |                                                                                     |
| Ganador                                                                                              | 13-5-2   | Tony Moore               | PTS  | 8      | 21/07/1976 | Bilbao                                          |                                                                                     |
| Ganador                                                                                              | 3-0      | Fermin Hernández         | KO   | 4      | 07/08/1976 | Santa Cruz de Tenerife                          |                                                                                     |
| Ganador                                                                                              | 23-5     | Rudi Lubbers             | TKO  | 3      | 08/10/1976 | Madrid Sports Palace, Madrid                    |                                                                                     |
| Ganador                                                                                              | 2-3      | Lisimo Obutobe           | TKO  | 5      | 19/11/1976 | Madrid                                          |                                                                                     |
| Ganador                                                                                              | 8-8-1    | Guillermo De la Cruz     | RTD  | 6      | 03/12/1976 | Montevideo                                      |                                                                                     |
| Derrota                                                                                              | 17-2-1   | Lorenzo Zanon            | PTS  | 8      | 04/02/1977 | Bilbao                                          |                                                                                     |
| Derrota                                                                                              | 53-2     | Muhammad Ali             | UD   | 15     | 16/05/1977 | Capitol Centre, Landover, Maryland              | WBA/WBC Título Mundial Heavyweight. 64-72, 64-72, 65-71.                            |
| Ganador                                                                                              | 29-10-2  | Christian Poncelet       | TKO  | 3      | 17/06/1977 | Madrid                                          |                                                                                     |
| Ganador                                                                                              | 15-4     | Lucien Rodríguez         | TKO  | 11     | 09/09/1977 | Madrid                                          | EBU Título Heavyweight.                                                             |
| Ganador                                                                                              | 15-4-1   | Pedro Soto               | TKO  | 8      | 29/09/1977 | Madison Square Garden, Nueva York               | Referí detuvo la pelea en el min. 1:43 del octavo asalto.                           |
| Ganador                                                                                              | 31-7-1   | Jean-Pierre Coopman      | KO   | 1      | 26/11/1977 | Brussels                                        | EBU Título Heavyweight.                                                             |
| Ganador                                                                                              | 19-10-5  | Billy Aird               | PTS  | 15     | 03/03/1978 | León (España)                                   | EBU Título Heavyweight.                                                             |
| Ganador                                                                                              | 11-12-3  | Billy Joiner             | KO   | 1      | 27/05/1978 | León (España)                                   |                                                                                     |
| Ganador                                                                                              | 27-10    | Jody Ballard             | SD   | 10     | 09/06/1978 | Caesars Palace, Las Vegas, Nevada               |                                                                                     |
| Ganador                                                                                              | 2-0      | Jacob Tchanthuing        | KO   | 8      | 11/08/1978 | Lepe                                            |                                                                                     |
| Ganador                                                                                              | 3-31-2   | Joe Maye                 | KO   | 3      | 09/09/1978 | La Coruña                                       |                                                                                     |
| Derrota                                                                                              | 28-0     | Larry Holmes             | KO   | 7      | 10/11/1978 | Caesars Palace, Las Vegas, Nevada               | WBC Título Mundial Heavyweight. Alfredo noqueado en el min 2:14 del séptimo asalto. |
| Ganador                                                                                              | 44-14-6  | Dante Cane               | KO   | 4      | 26/12/1978 | Bolonia                                         | EBU Título Heavyweight.                                                             |
| Ganador                                                                                              | 20-5     | Lucien Rodríguez         | KO   | 2      | 02/03/1979 | Lieja                                           | EBU Título Heavyweight.                                                             |
| Derrota                                                                                              | 22-4-1   | Lorenzo Zanon            | PTS  | 12     | 18/04/1979 | Turín                                           | EBU Título Heavyweight.                                                             |
| Sin premio                                                                                           | 13-1     | Felipe Rodriquez Pineiro | PTS  | 10     | 14/07/1979 | Pontevedra                                      | Título Heavyweight España.                                                          |
| Ganador                                                                                              | 3-26-2   | Johnny Blaine            | TKO  | 2      | 21/07/1979 | Logroño                                         |                                                                                     |
| Ganador                                                                                              | 3-15     | Dan Ronnell Johnson      | RTD  | 2      | 27/07/1979 | Santander, Cantabria                            |                                                                                     |
| Ganador                                                                                              | 1-6-2    | Elliott Bryant           | TKO  | 3      | 04/08/1979 | Vigo                                            |                                                                                     |
| Ganador                                                                                              | 20-16-8  | Tony Moore               | PTS  | 8      | 27/10/1979 | La Coruña                                       |                                                                                     |
| Ganador                                                                                              | 2-1      | Jacob Tchanthuing        | RTD  | 2      | 08/11/1979 | Bilbao                                          |                                                                                     |
| Ganador                                                                                              | 1-3-1    | Calvin Langston          | TKO  | 3      | 01/12/1979 | Pamplona                                        |                                                                                     |
| Ganador                                                                                              | 20-18-8  | Tony Moore               | PTS  | 8      | 08/12/1979 | La Coruña                                       |                                                                                     |
| Derrota                                                                                              | 7-2-1    | Leon Spinks              | KO   | 5      | 12/01/1980 | Resorts Casino Hotel, Atlantic City, New Jersey | Alfredo noqueado en el min. 2:43 del quinto asalto.                                 |
| Ganador                                                                                              | --       | Fetiche Kassongo         | TKO  | 3      | 07/03/1980 | Barcelona                                       |                                                                                     |
| Ganador                                                                                              | 17-6     | Tommy Kiely              | PTS  | 8      | 09/05/1980 | Barcelona                                       |                                                                                     |
| Ganador                                                                                              | 11-7     | Winston Allen            | PTS  | 8      | 21/06/1980 | Barcelona                                       |                                                                                     |
| Ganador                                                                                              | 21-8-1   | Neil Malpass             | PTS  | 8      | 17/07/1980 | Barcelona                                       |                                                                                     |
| Ganador                                                                                              | 31-31    | Bob Stallings            | DQ   | 6      | 01/08/1980 | Palma de Mallorca                               |                                                                                     |
| Ganador                                                                                              | 3-28-2   | Johnny Blaine            | TKO  | 4      | 13/09/1980 | Málaga                                          |                                                                                     |
| Sin premio                                                                                           | 20-3-1   | Felipe Rodriquez Pineiro | PTS  | 10     | 02/01/1981 | Palma de Mallorca                               | Título Heavyweight España.                                                          |
| Ganador                                                                                              | 5-9      | Henry Patterson          | PTS  | 8      | 21/03/1981 | Zaragoza                                        |                                                                                     |
| Ganador                                                                                              | 5-11     | Henry Patterson          | KO   | 1      | 09/05/1981 | Guadalajara, Castilla-La Mancha                 |                                                                                     |
| Derrota                                                                                              | 15-0     | Greg Page                | KO   | 2      | 12/06/1981 | Joe Louis Arena, Detroit, Míchigan              | Alfredo noqueado en el min. 0:40 del segundo asalto.                                |
| Ganador                                                                                              | 21-16-1  | Tom Prater               | RTD  | 4      | 01/08/1981 | La Línea de la Concepción                       |                                                                                     |
| Ganador                                                                                              | 5-1      | Mary Konate              | KO   | 3      | 18/07/1981 | Pontevedra                                      |                                                                                     |
| Ganador                                                                                              | 35-29-1  | Terry Daniels            | KO   | 2      | 29/08/1981 | Ibiza                                           |                                                                                     |
| Ganador                                                                                              | 13-13-3  | Terry Mintus             | KO   | 3      | 12/09/1981 | Oviedo                                          |                                                                                     |
| Sin premio                                                                                           | 20-19-2  | Terry O'Connor           | PTS  | 8      | 23/10/1981 | Madrid                                          |                                                                                     |
| Ganador                                                                                              | 13-4     | Ali Lukasa               | TKO  | 6      | 29/04/1982 | Barcelona                                       |                                                                                     |
| Derrota                                                                                              | 32-7-1   | Lucien Rodríguez         | PTS  | 12     | 07/06/1982 | Paris                                           | EBU Título Heavyweight.                                                             |
| Ganador                                                                                              | 8-8-2    | Victor Varon             | PTS  | 8      | 28/08/1982 | Puente Genil                                    |                                                                                     |
| Ganador                                                                                              | 8-9-2    | Victor Varon             | PTS  | 8      | 19/12/1982 | Salamanca                                       |                                                                                     |
| Ganador                                                                                              | 8-9      | Larry Ware               | KO   | 2      | 17/07/1983 | The Dunes, Las Vegas, Nevada                    |                                                                                     |
| Ganador                                                                                              | 23-3-1   | Renaldo Snipes           | SD   | 10     | 23/09/1983 | Richfield Coliseum, Richfield, Ohio             | 43-47, 48-46, 46-45.                                                                |
| Derrota                                                                                              | 7-4-1    | Hughroy Currie           | PTS  | 8      | 06/04/1984 | Bilbao                                          |                                                                                     |
| Ganador                                                                                              | 23-7     | Louis Pergaud Ngatchou   | PTS  | 8      | 13/07/1984 | Palma de Mallorca                               |                                                                                     |
| Ganador                                                                                              | 0-1      | Arthur Wright            | TKO  | 2      | 05/01/1985 | Badajoz                                         |                                                                                     |
| Ganador                                                                                              | 5-3-1    | Sterling Benjamin        | TKO  | 9      | 01/03/1985 | Jean Pierre Sports Complex, Port of Spain       | Referí detuvo la pelea en el min. 2:32 del noveno asalto.                           |
| Ganador                                                                                              | 2-15     | Tim Miller               | TKO  | 3      | 29/03/1985 | Nasáu (Bahamas)                                 |                                                                                     |
| Ganador                                                                                              | 10-4     | Tony Velasco             | DQ   | 5      | 10/05/1985 | Galt Ocean Mile Hotel, Fort Lauderdale, Florida | Velasco descalificado en el min. 2:48 del quinto asalto.                            |
| Ganador                                                                                              | 20-5     | Marty Capasso            | PTS  | 10     | 07/06/1985 | Oranjestad, Aruba                               |                                                                                     |
| Ganador                                                                                              | 14-34-2  | James Dixon              | SD   | 10     | 07/07/1985 | Riviera Las Vegas, Las Vegas, Nevada            |                                                                                     |
| Ganador                                                                                              | 27-12-1  | Louis Pergaud Ngatchou   | PTS  | 8      | 19/11/1985 | Barcelona                                       |                                                                                     |
| Derrota                                                                                              | 22-1-2   | Steffen Tangstad         | PTS  | 8      | 10/01/1986 | Randers Hallen, Randers                         |                                                                                     |
| Ganador                                                                                              | --       | Frank Vega               | KO   | 1      | 15/03/1986 | Santa Cruz de Tenerife                          |                                                                                     |
| Ganador                                                                                              | 2-19     | Tim Miller               | KO   | 4      | 25/04/1986 | Benavente, Zamora                               |                                                                                     |
| Derrota                                                                                              | 5-1      | Patrick Lumumba          | PTS  | 8      | 05/09/1986 | Madrid                                          |                                                                                     |
| Ganador                                                                                              | 15-3     | Andre van den Oetelaar   | TKO  | 5      | 08/01/1987 | Bilbao                                          | EBU Título Heavyweight.                                                             |
| Derrota                                                                                              | 15-3-1   | Anders Eklund            | KO   | 7      | 28/03/1987 | KB Hallen, Copenhague                           | EBU Título Heavyweight.                                                             |
| Derrota                                                                                              | 20-1     | Pierre Coetzer           | PTS  | 10     | 30/08/1987 | Ellis Park Stadium, Johannesburgo, Sudáfrica    |                                                                                     |
| Derrota                                                                                              | 27-2     | Adílson Rodrigues        | PTS  | 10     | 20/12/1987 | Río de Janeiro                                  |                                                                                     |
| Ganador                                                                                              | 0-7      | Arthur Wright            | KO   | 2      | 15/04/1988 | Madrid                                          |                                                                                     |

### Retiro

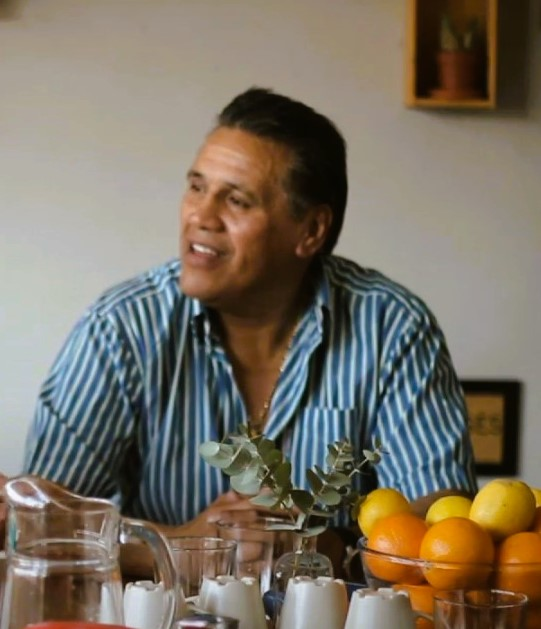

Finalmente, después de perder a los puntos en sus siguientes dos peleas, decide retirarse no sin antes pelear contra Arthur Wright en Madrid, el 15 de abril de 1988, al que ganó por KO en el primer asalto.
Tras retirarse, Evangelista montó un negocio de restauración, y en 1995 fue condenado a ocho años de cárcel por posesión y tráfico de drogas, aunque fue liberado en el año 2000 por buena conducta.
Posteriormente sufrió un cáncer que logró superar, y actualmente vive junto a toda su familia en la ciudad española de Zaragoza, San Juan de Mozarrifar donde entrena a jóvenes promesas junto al campeón del mundo José Antonio López Bueno.
El pasado 10 de diciembre de 2014 la organización americana WBL WORLD BOXING LEAGUE le concedió el HALL OF FAME 2014 por su carrera deportiva.
El mes de diciembre de 2017 fue galardonado con el Premio Deportivo Cinturón Oro de la Federación Española de Artes Marciales y Deportes de Contacto FEAMYDC por según costa "haber realizado una actividad de trascendental importancia con prestigio para las artes marciales y con manifestación de excepcionales cualidades con una actuación ejemplar y extraordinaria, con destacado valor, capacidad y eficacia reiterada en el cumplimiento de importantes servicios marciales con prestigio para las artes marciales".
| Galardón                               | Año  |
| -------------------------------------- | ---- |
| Cinturón Oro– Premio Deportivo FEAMYDC | 2017 |